# Petit Arrangement amoureux
Pour les articles homonymes, voir Arrangement (homonymie).
Petit Arrangement amoureux (Kleine Lüge für die Liebe) est un téléfilm allemand réalisé par Dennis Satin et diffusé en 2008.

## Fiche technique
- Scénario : Caroline Hecht
- Durée : 90 min
- Pays :  Allemagne

## Distribution
- Linda de Mol (VF : Odile Cohen) : Anne Kampmann
- Robert Lohr (VF : Constantin Pappas) : Max Brenner
- Simon Verhoeven (VF : Bertrand Liebert) : Ben Sattler
- Carola Regnier (VF : Monique Nevers) : Regina Sattler
- Grit Boettcher : Emmy
- Paula Philippi : Sophie
- Friederike Balzer
- Julia Beerhold : Melanie
- Matthias Brüggenolte : Employé du restaurant
- Stefan Gebelhoff : Collègue d'Anne
- Rainer Goernemann : Superviseur d'Anne
- Erwin Grosche : Réceptionniste
- Broder Hendrix : Dirk
- Godelieve Henne
- Thomas Meinhardt : Docteur König
- Klaus Nierhoff : Policier
- Oliver Unkel : Greffier
- Frank Voß : Karl